# Erlau
Erlau là một đô thị trong huyện Mittelsachsen bang tự do Sachsen in nước Đức. Đô thị Erlau có diện tích 37,75 km², dân số thời điểm ngày 31 tháng 12 năm 2005 là 3580 người.